# Palaeochrysophanus groningana
Palaeochrysophanus groningana är en fjärilsart som beskrevs av Ter Haar 1900. Palaeochrysophanus groningana ingår i släktet Palaeochrysophanus och familjen juvelvingar. Inga underarter finns listade i Catalogue of Life.